# Astrolâtrie
L’astrolâtrie (ou astrolatrie, littéralement « adoration des astres ») est le culte des astres (étoiles et autres corps célestes) qui sont considérés comme des divinités anthropomorphiques et comme les archétypes de comportements humains.

## Histoire
L’astrolâtrie était généralement associée à la pratique de l'astrologie et liée à l'expérience subjective des phénomènes de la nature, notamment de la course du soleil qui rythmait les saisons. Elle était présente dans les philosophies et les religions polythéistes de l'Antiquité, notamment à travers le culte solaire et lunaire des religions astrales. Ainsi, le panthéon assyro-babylonien comprenait douze grands dieux correspondant à douze mois lunaires et à une étoile.
Anaxagore au Ve siècle av. J.-C. rompit avec l'astrolâtrie en considérant que le Soleil, la Lune et les étoiles étaient des masses de terre incandescentes qui s'étaient détachées de la Terre. 

La Bible hébraïque (Dt 4,19, Dt 17,3) condamna ce culte babylonien et ses continuations dans l'astrolâtrie chaldéenne et cananéenne.

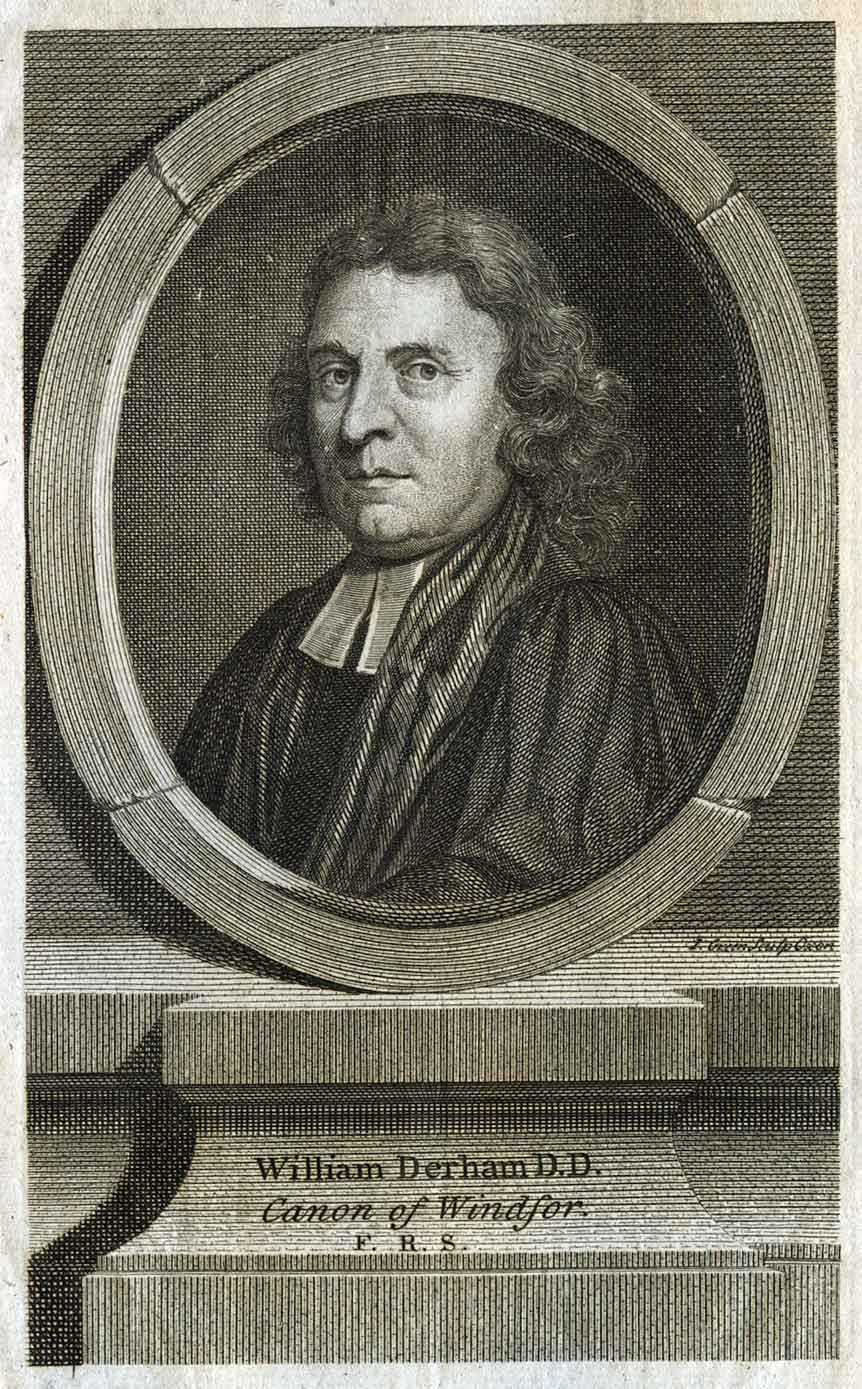
William Derham.

## Astro-théologie
L’astro-théologie (terme du chanoine William Derham qui publie à Londres une physico-théologie en 1713 et une astro-théologie en 1714, Astro-Theology, or A Demonstration of the Being and Attributes of God from a Survey of the Heavens) consiste en l'étude des origines astronomiques de la religion, à savoir comment les dieux, déesses et démons sont des personnifications de phénomènes astronomiques tels que les éclipses lunaires, les alignements planétaires et les interactions apparentes des corps planétaires avec des étoiles.
Selon l'anthropologie positiviste d'Auguste Comte, la transformation du fétichisme en polythéisme a été préparée par l'astrolâtrie. 
Les noms de dieux des planètes sont d'origine mythologique grecque ou latine et imposés par l'astrolatrie.